# Muzeum w Ostródzie
Muzeum w Ostródzie – muzeum z siedzibą w Ostródzie. Placówka jest miejską jednostką organizacyjną, a jej siedzibą są pomieszczenia ostródzkiego zamku.

## Charakterystyka
W 1997 roku powstało Stowarzyszenie na Rzecz Muzeum Regionalnego w Ostródzie. Od 1998 roku do inicjatywy przyłączyły się również władze miasta, co doprowadziło do powołana rok później Agencji Ochrony Dóbr Kultury – Izba Muzealna. Podmiot ten działał do 2000 roku, kiedy to uchwałą Rady Miasta powołano do życia Muzeum w Ostródzie.
W ramach ekspozycji stałej prezentowana jest wystawa pt. "Z dziejów Ostródy i okolic", obejmująca historię tych ziem począwszy od pradziejów po czasy współczesne. Większość eksponatów pochodzi z prac wykopaliskowych, prowadzonych podczas odbudowy zamku w latach 70. XX wieku. W muzeum prezentowane są  również dwie makiety Ostródy, ukazujące wygląd miasta w XVI oraz na początku XX wieku.
Placówka jest obiektem całorocznym, czynnym w dni robocze, a w sezonie letnim (lipiec-sierpień) - również w weekendy. Wstęp jest płatny.